# 여주 이씨 옥산문중 전적
여주 이씨 옥산문중 전적(驪州 李氏 玉山門中 典籍)은 대한민국 경상북도 경주시 안강읍, 독락당에 있는 조선시대의 전적류이다. 2006년 7월 18일 대한민국의 보물 제524호로 지정되었다.

## 개요
여주이씨 옥산문중 전적- 여주이씨 옥산문중 전적(驪州李氏 玉山門中 典籍 - 驪州李氏 玉山門中 典籍)은 아래와 같다

### 이륜행실도
이륜행실도(二倫行實圖, 1539년)는 현재 알려진 국내 소장본 중 가장 빠른 본에 속하며 조선시대 유학사상 및 윤리관을 살펴볼 수 있는 귀중한 자료이다. 또한 도판 및 언해, 권말의 판각기록은 조선시대 판화(版畵)의 변천, 국어사·서지학 연구에 중요한 자료이다.

### 여어편류
여어편류(儷語編類, 1542년)는 중종조의 문인 학자로 관찰사를 역임한 조인규(趙仁奎)가 홍문관 전한으로 재직시에 사륙문(四六文)을 문체별로 20권으로 분류하여 편찬한 것인데 옥산문중 소장본은 조(詔: 권1)와 계(啓: 권11)가 수록된 2권 2책이다. 첫권 표지 2면에는 내사기가 있어 이 책의 인출연대를 알 수 있다.

### 대전후속록
대전후속록(大典後續錄, 1543)은 『대전속록(大典續錄)』의 시행 후 1542년까지의 약50년간의 수교(受敎)를 수집하여 편찬한 법전이다. 표지 뒷면에 내사기가 있다.

### 황화집
황화집(皇華集, 1546)은 명종 1년(1546) 2월 사제부시사(賜祭賻諡使)로 조선에 입국한 명나라 사신 왕학(王鶴)을 맞이하여 사신의 시문과 관반(館伴) 정사룡(鄭士龍) 등의 화시(和詩)를 합편한 것이다. 내사기가 있으며, 한중 외교사 및 한문학·서지학 연구에 중요한 자료이다.

### 구인록
구인록(求仁錄, 1550)은 회재 이언적(晦齋 李彦迪, 1491-1553)이 강계(江界)로 유배되어 있는 동안 공자사상의 핵심인 仁에 대한 모든 說을 모으고 자신의 견해를 붙여 편집한 책으로 조선조 성리학 연구에서 중요한 위치를 점하는 책이다.

### 잠명
잠명(箴銘, 1547년경)은 이언적이 수양과 관련이 있는 송대 성리학자들의 잠계류(箴戒類) 글 75편과 자신이 지은 시 16수 도합 91편을 모아 편집한 책으로, 회재의 학문을 연구하는데 귀중한 자료이다.

### 관서추정일기
관서추정일기(關西趨庭日記, 1549-1553)는 1549년 서자인 이전인(李全仁)이 이언적이 유배생활을 하고 있는 강계로 찾아가 시측(侍側)하면서 배우거나 견문한 내용을 적은 것이다. 유배지에서 아들을 대하는 대학자의 면모를 살필 수 있는 자료이다.

### 국조유선록
국조유선록(國朝儒先錄, 1571) 태극문변답서(太極問辯答書) 등 이언적, 김굉필, 정여창, 조광조의 글을 모아 수록하였다.

### 퇴계선생수찰
퇴계선생수찰(退溪先生手札)은 이황(李滉, 1501~70)이 이언적가(李彦迪家)로 보낸 1566, 67년의 서간 2통이다.

### 서애서독
서애서독(西厓書牘)은 유성룡(柳成龍, 1542~1607)의 1586, 87, 88, 99, 1601, 04년 서간 13통이다.

### 한강서독
한강서독(寒岡書牘)은 한강 정구(寒岡 鄭逑, 1543~1620)의 1607, 11, 14~18년 서간 35통이다.

### 제현서독
제현서독(諸賢書牘)은 박계현(朴啓賢), 노수신(盧守愼), 장현광(張顯光), 유성룡(柳成龍), 김성일(金誠一), 윤근수(尹根壽), 이안눌(李安訥), 정창연(鄭昌衍), 이희수(李喜壽), 정경세(鄭經世), 이호민(李好閔), 이산해(李山海), 여대노(呂大老) 등의 서간 21통이다.

### 수간
수간(手簡)은 이희조(李喜朝), 김장생(金長生), 송시열(宋時烈), 이정구(李廷龜), 윤두수(尹斗壽), 윤근수(尹根壽), 이단상(李端相), 윤휘(尹暉)ㆍ윤방(尹昉) 등의 서간 17통이다.

## 같이 보기
- 독락당

## 참고 자료
- 여주 이씨 옥산문중 전적 - 국가유산청 국가유산포털